# Acanthomytilus kurdicus
Acanthomytilus kurdicus är en insektsart som först beskrevs av Bodenheimer 1943.  Acanthomytilus kurdicus ingår i släktet Acanthomytilus och familjen pansarsköldlöss. Inga underarter finns listade i Catalogue of Life.